# Чарльз Воллес Річмонд
Чарльз Воллес Річмонд (англ. Charles Wallace Richmond; 31 грудня 1868 — 19 травня 1932) — американський орнітолог. Він найбільше запам'ятався компіляцією латинських назв птахів, яка називається Річмондським індексом .

## Життя і робота
Річмонд народився в Кеноші, штат Вісконсін. Його мати померла, коли йому було 12 років. Його батько, який працював клерком на залізничній пошті, переїхав до Вашингтона, округ Колумбія, і влаштувався до урядової друкарні. Його батько одружився вдруге, і Чарльз мав додатковий обов'язок піклуватися про молодших зведених братів. У молодості він заробляв додатковий дохід для сім'ї, залишивши школу та працюючи пажем у Палаті представників. У 15 років отримав посаду посильного в геологічній службі. У 1897 році закінчив Джорджтаунський університет, де вивчав медицину. Наступного року одружився з Луїзою Х. Севіль.
Ще перебуваючи у Вісконсині, він зібрав яйця тирана королівського. Коли переїхав до Вашингтона, він відвідав музей Смітсонівського інституту і, побачивши велику колекцію гнізд і яєць, вирішив, що ніколи не збиратиме таку колекцію сам, і вирішив передати власні колекції музею. Так він познайомився з Робертом Ріджвеєм. Згодом він часто зустрічався з Ріджвеєм, і цей ранній вплив був дуже сильним. Його робота в Палаті представників дозволила йому користуватися тамтешньою бібліотекою, яка мала хорошу колекцію книг про птахів.
У 1888 році Річмонд взяв участь в експедиції Геологічної служби США до Монтани. Він став орнітологічним клерком у Міністерстві сільського господарства США. Після експедиції до Нікарагуа він влаштувався нічним сторожем до Національного музею Сполучених Штатів у Вашингтоні, округ Колумбія. Його підвищили до помічника у відділі птахів. У 1894 році він став помічником куратора птахів. У 1918 році Річмонд став помічником куратора. У 1929 році він піднявся до куратора, але залишив посаду асоційованого куратора, щоб Герберт Фрідманн міг стати куратором.
Річмонд почав створювати картковий каталог, коли йому був двадцять один рік. Він продовжував підтримувати каталог протягом усього свого життя. У дослідницькій діяльності він зосереджувався на визначенні авторитетів для назв птахів і вважався найкращим експертом у цьому питанні. Його картковий каталог продовжує використовуватись орнітологами й сьогодні.

## Вшанування
Родова назва червоного кардинала, Richmondena cardinalis, була дана на його честь, як і вид губана Halichoeres richmondi.